# Pascual Pérez i Martínez
Pascual Pérez i Martínez (Alacant, 1857-1947); metge espanyol que va ser fundador i després president de l'Il·lustre Col·legi de Metges d'Alacant (1909-12) i degà de la Beneficència municipal (el membre més respectat d'aquell Cos mèdic) durant 48 anys i condecorat en diverses ocasions.

## Biografia
Va nàixer el 24 de novembre de 1857 en Alacant al carrer del Diluvi, darrera a la muralla que recorria la, hui, avinguda d'Alfonso X el Savi. Membre d'una família de comerciants, quan estudiava els estudis primaris a l'escola pública es va decidir amb determinació que volia ser metge i, mentre estava en l'Institut de Segona Ensenyança, aleshores en la Casa de l'Assegurada, treballava de qualsevol cosa en l'antic Hospital (1853) de la Beneficència provincial al barri de Sant Antoni, amb el permís del seu director Vicente Navarro i va obtenir el títol de "practicant interí" en 1874.
Després de finalitzar el batxillerat es va anar a Madrid a estudiar a la Facultat de Medicina de San Carlos (al costat del antic Hospital Clínic San Carlos) on es va llicenciar en Medicina i Cirurgia en 1879. L'any 1880 es va casar amb Mercedes Dagnino i Garrigós, germana del seu company Juan, i neboda del constructor dels anomenats Pous de Garrigós. Va començar a treballar per a la Beneficència municipal sense cobrar com "metge interí" i com el municipi volia crear un cos mèdic estable, prompte es va inaugurar la primera Casa de Socors d'Alacant, creat per l'alcalde Carlos Chorro, en la part posterior del Ajuntament d'Alacant, en els baixos de la, hui, plaça de la Santa Faç en 1883 amb els metges Vicente Seguí, Luis Mauricio Chorro, Antonio Bernabeu, Francisco Benítez, Francisco Albero, el seu cunyat Juan Dagnino i ell mateix. A més va ser metge al primer dispensari de la Creu Roja Espanyola provincial, fundada en Alacant en 1885 amb president del comitè Modesto Miralles de Imperial i secretari Luis Dagnino. Pel municipi va ser "interí" fins que guanya la plaça de "metge numerari" en qualitat de cap de Puericultura del recent creat Cos mèdic de la Beneficència en 1886 i va ser un dels 7 fundadors del Col·legi de Metges d'Alacant; a més va ingressar al Institut Mèdic Valencià a 1894.
També va ser membre de la Junta municipal i de la provincial d'Alacant de Sanitat, i a poc a poc va anar especialitzant-se en Puericultura i d'altra banda en Dermatologia, per també va haver de treballar com inspector de Sanitat en les epidèmies com Tuberculosi, Grip… Per eixa època ja vivia en el seu edifici al carrer de Sant Isidre entre la Cocatedral de Sant Nicolau de Bari i la Rambla (que seria la seu del Col·legi anys després). En la vida institucional del Col·legi de Metges a Alacant es va implicar totalment, va ocupar els càrrecs de vicepresident, secretari i president de 1909 fins 1912, i també publicant treballs. En la Creu Roja també, on arribaria a ser vicepresident en 1911.
El desgraciat accident de tren del 4 d'octubre de 1912, ocasionat pel descarrilament del correu d'Andalusia a la alacantina "Estació de Madrid" quan la locomotora va travessar el vestíbul de l'estació i eixir a la vía pública, ferint i matant gent, va demostrar el seu coratge a tots atenent les víctimes inclús davall de la locomotora amb l'ajuda de l'enginyer Aniceto Aznar. A petició de l'alcalde Federico Soto Mollá l'Ajuntament va sol·licitar la «Creu de Beneficència» de 1ª classe, pel seus comportaments (Orde extinta atorgada per diversos motius, un dels quals ho assumeix la nova Orde Civil de Sanitat i un altre l'Orde del Mèrit Civil). Ja en 1913 la Creu Roja Espanyola li van concedir la «Medalla d'Or» a petició del comitè alacantí presidit aleshores per Antonio Martínez Torrejón.
Mentre Europa es trobava sumida en la Primera Guerra Mundial des de 1914, a Espanya (país neutral en la contesa) li va aconseguir l'Epidèmia de grip de 1918. Concretament a la ciutat d'Alacant, la Beneficència municipal va haver d'enfrontar-se a la grip i novament la seua intervenció en l'Illa de Tabarca va ser meritòria.
Com a director municipal de Puericultura, va treballar per a implantar una "La Gota de Llet" a Alacant també primer amb Ángel Pascual i Devesa i definitivament amb Rafael Gandulla Coderch. Eixa institució del segle xix, portada pel metge Manero Pineda en 1923, va poder ser oberta establement a 1925 per la Beneficència municipal per a ajudar a les mares desfavorecides que no podien pagar llet ni alimentar per si mateixes als seus xiquets, va ser famosa la seua revetla. Ell va ser el seu director i va tindre la seu a l'antiga Casa de Socors, als baixos del Ajuntament d'Alacant. També es va implicar al llarg debat sobre la situació dels metges interís de l'Hospital provincial i les reposicions dels seus llocs de treball, posicionant-se amb el dr Montesinos en defensa dels seus companys. Però tot no anaven a ser disgustos i, després en un complicat procés iniciat en 1924 i amb l'ajuda de moltes persones influents de l'època, va aconseguir l'acord i pressupost per a la construcció d'una "Casa de Socors", vertadera seu de la Beneficència municipal alacantina que finalment va ser inaugurada per l'alcalde Julio Suárez-Llanos en 1927 obra de Juan Vidal i Ramos. Al any següent va ser condecorat per la Creu Roja amb la «Medalla a la Constància» en el segon dispensari que va tindre el comitè en Alacant, i en honor dels seus cinquanta anys en la professió a 1929 se li va concedir la «Medalla al Mèrit en el Treball» de plata (hui dia, comanador), a petició del ple de l'Ajuntament, que també li va canviar el nom del carrer on va nàixer (carrer del Diluvi) pel seu nom i van col·locar una làpida a la façana de la seua casa natal recordant-li.
Amb la arribada de la Segona República Espanyola en 1931 va haver canvis a l'Administració pública, i la vuitcentista Junta municipal de Beneficència es va convertir en la Comissió municipal de Beneficència i Sanitat, integrada a nivell estatal. Ell, poc després, es va retirar, jubilant-se totalment i cedint el seu lloc al metge Juan Sebastiá, aleshores president del Col·legi. Va sobreviure a la Guerra Civil Espanyola i va morir el 29 de novembre de 1947.
El seu fill Alfredo Pérez i Dagnino va ser metge de l'Armada Espanyola.
L'any 2011 l'Ajuntament d'Alacant va concedir-li l'honor de «Fill Il·lustre» de la ciutat.